# Czapp György
Czapp György (Rimaszombat, 1943. május 20. –) Ferenczy Noémi-díjas magyar formatervező, alkalmazott grafikus. Venczel Vera özvegye.

## Pályafutása
1968-ban diplomázott a Magyar Iparművészeti Főiskola formatervező szakán. 1968-tól az ELGÉP Élelmiszeripari Gépgyártó és Szerelő Vállalatnál mint formatervező dolgozott. 1966 óta foglalkozik grafikai tervezéssel. A Magyar Iparművészeti Főiskola oktatója. Korai műveiben organikus formaként ábrázolta az egyes termékeket, majd a betű kezdte el foglalkoztatni. Számítógépes tervezéssel foglalkozik.

## Díjak, elismerések
- 1978: Az “Év legszebb csomagolása” nívódíj, Magyar Hirdető
- 1980: Arany Diploma, Bagdadi Nemzetközi Vásár magyar pavilonjának grafikai munkáiért
- 1994: Miniszteri dicséret az Ipari Formatervezési Nívódíj pályázaton a Budalakk termékarculat grafikai terveiért
- 1998: Ferenczy Noémi-díj